# Euryparasitus goncharovi
Euryparasitus goncharovi är en spindeldjursart som beskrevs av Bondarchuk och Buyakova 1976. Euryparasitus goncharovi ingår i släktet Euryparasitus och familjen Ologamasidae. Inga underarter finns listade i Catalogue of Life.